# Einmal in Tampico (Lied)
Einmal in Tampico ist ein deutschsprachiger Schlager im Foxtrott von Freddy Quinn aus dem Jahr 1957, den Quinn mit Horst Wende und dessen Calypso-Band interpretierte und der in seiner Version auf Platz fünf der deutschen Charts gelangte. Quinn sang das Lied im Film Die große Chance.

## Inhalt
Freddy Quinn singt, dass ihm der Abschied überall, besonders jedoch in Tampico, schwerfällt. Einmal möchte er in Tampico sein, weil es dort für jeden nur Sonnenschein gebe.

## Veröffentlichungen
Die erste Veröffentlichung 1957 durch Freddy Quinn geschah als Single mit Ein armer Mulero auf der B-Seite (Polydor-Code 23 481). Auf seinem ersten Studioalbum Freddy im Jahr darauf war Einmal in Tampico eines der acht darauf vorhandenen Lieder, ebenfalls 1958 war es auf dem Extended-Play-Album Die große Chance. 1959 enthielt das Extended-Play-Album Heimweh / Heimatlos das Lied Einmal in Tampico. Das 2008 erschienene gleichnamigen Kompilationsalbum, das 16 Titel umfasste, enthielt dieses Lied. Es erschien auch auf weiteren Kompilationsalben.

## Chartplatzierungen
| ChartsChartplatzierungen | Höchstplatzierung | Wochen |
| ------------------------ | ----------------- | ------ |
| Deutschland (GfK)        | 5 (20 Wo.)        | 20     |

## Coverversionen
Folgende Coverversionen sind bekannt:
- Frank Olsen, 1957
- Ronny & Delia Doris & Die Batavia Calypso-Band, 1957
- Teddy Timm, 1957
- Walter Novak, 1957
- Lutz Landers, 1958